# Análise linguística
Análise linguística é a prática de decomposição de uma determinada língua com o objetivo de compreender seus traços distintivos, significativos e seu funcionamento. Para entender a análise da língua primeiramente é essencial compreender que a língua se define como um conjunto de unidades que estabelecem constante relação em torno de uma estrutura, ou seja, todas as línguas naturais se organizam em torno de regularidades/ formas que garantem seu funcionamento. Desta forma, o analista deve ter métodos de análise bem definidos e delimitados, tendo em vista que os fatos linguísticos são amplos e complexos.
A análise pode ser feita tanto por meio da decomposição de enunciados da fala quanto por meio da decomposição de textos escritos. Sendo assim, se o analista for analisar os enunciados verbais ele deve observar determinado grupo de falantes, estes que se adequem ao seu tipo de pesquisa e corpus escolhido para pesquisar, que tenham a língua observada como língua materna para que seja possível a compreensão de sua estrutura linguística.  Se a análise estiver voltada aos textos escritos é necessário observar as regularidades do gênero textual, as escolhas linguísticas feitas para a escrita em determinado gênero, o contexto em que a escrita circula, os sentidos que se pretende alcançar, o objetivo do autor, o público alvo etc. Por isso método e objetivo da análise devem ser delimitados de acordo com o nível de análise linguística que está sendo adotado, pois os resultados de análise atenderão a um desses níveis ou a mais, dependendo dos métodos utilizados pelo analista. 
A realização da análise da língua considerando suas unidades em constantes relações pode acontecer sobre duas perspectivas, a primeira maneira é levando em consideração sua forma (dissociada de seu uso real, ou seja, das ações de interação entre os indivíduos) e a segunda diz respeito a funcionalidade da língua, levando em consideração as relações de interação, observando de que forma a estrutura linguística é condicionada pelos diferentes fatores de uso da língua.
A análise da língua não se restringe apenas a uma variedade linguística, pois o que se pretende é descrever o objeto como ele é, valendo-se de dados verificáveis, considerando todas as variedades utilizadas na língua para compreender suas regularidades de funcionamento e dentro desta mesma perspectiva explicar seu funcionamento.
Para fazer a análise linguística é necessário seguir algumas etapas: a segmentação (dividir as partes), discriminação (observar em que se diferem), comutação (comparar os signos linguísticos para observar sua recorrência em determinada posição e o porquê desta recorrência em uma forma e não em outra) e a explicação/ interpretação (explicar e interpretar o funcionamento da língua). Essa atividade permite entender que o signo linguístico não tem valor por si só, mas adquire valor dependendo do lugar em que ocupa e que a todo tempo é necessário retomar as relações paradigmáticas e sintagmáticas que permitem que os usuários da língua façam escolhas e combinações em seu sistema linguístico seguindo as possibilidades que este sistema permite, construindo assim diferentes unidades linguísticas, por isso essas relações também são objetos de análise e o analista deve determinar a direção que pretende seguir. Tendo em vista a amplitude da língua e as diferentes variedades, o analista também deve delimitar sua pesquisa (escolher qual variedade irá analisar, qual técnica irá utilizar, qual o nível de análise irá escolher etc.).
"O trabalho de Análise, da linguística e da gramática, é conceber que uma língua é uma estrutura, um sistema, organizado em diferentes camadas, cada uma delas com suas particularidades e unidades próprias de análise." 
A atividade de análise possibilita compreender as formas constituintes de unidades especificas de uma língua natural e como estas funcionam significativamente no uso linguístico, por isso é importante entender que a língua é composta por elementos distintos que são os níveis de análise linguística.

## Níveis de análise linguística
- Fonética/ Fonologia
- Morfologia (linguística)
- Sintaxe
- Semântica
- Psicanálise

## Análise linguística no ensino de língua portuguesa
A prática de análise linguística na sala de aula engloba a diversidade da língua, tendo como foco o texto em seus diferentes gêneros textuais e efeitos de sentidos, proporcionando aos estudantes reflexões acerca da linguagem, tendo em vista que a língua é concebida em seu processo de interação entre os sujeitos. Essa nova abordagem acerca do ensino diferencia-se em diversos aspectos do ensino de gramática tradicional, tendo em vista que o ensino voltado a gramática tradicional tem como centro a norma padrão da língua, voltando a atenção para a palavra, frases e períodos isoladamente. Já a prática de análise linguística tem como foco de ensino os diferentes usos da língua em função de necessidades comunicativas, isso não quer dizer que ela afasta-se do ensino de gramática normativa, mas considera todos os usos da língua, inclusive a norma padrão, levando em consideração a adequação às diferentes situações comunicativas. 
O trabalho com a análise linguística possibilita um ensino de forma contextualizada e significativa para os estudantes; proporcionando uma nova abordagem no que se diz respeito a prática de leitura e produção de textos, sejam escritos ou orais, em vista disso Bezerra e Reinaldo (2013) enfatizam que para fazer a análise linguística tanto no ensino fundamental quanto no ensino médio é preciso seguir alguns pontos fundamentais para que essa prática seja bem sucedida. "Os pontos básicos são: a concepção de língua como interação; a indução como procedimento metodológico, por meio de atividades epilinguísticas; o estudo de dados linguísticos heterogêneos (pois heterogênea é a língua); a observação desses dados (microunidades) nas macrounidades (textos); e a sistematização da análise (...)"
Sendo assim, na prática de análise linguística voltada ao ensino de Língua Portuguesa o  ponto crucial é partir dos gêneros textuais, considerando as práticas discursivas, para chegar às unidades linguísticas, interpretando e refletindo sobre elas de forma criativa e significativa.  